# Khalīfeh Qeshlāq
Khalīfeh Qeshlāq (persiska: خليفه قشلاق, خَليفِۀ قِشلاق) är en ort i Iran.   Den ligger i provinsen Zanjan, i den nordvästra delen av landet, 290 km väster om huvudstaden Teheran. Khalīfeh Qeshlāq ligger 1 656 meter över havet och antalet invånare är 334.
Terrängen runt Khalīfeh Qeshlāq är platt åt nordost, men åt sydväst är den kuperad. Terrängen runt Khalīfeh Qeshlāq sluttar norrut. Runt Khalīfeh Qeshlāq är det ganska glesbefolkat, med 34 invånare per kvadratkilometer. Närmaste större samhälle är Garm Āb, 11,2 km nordväst om Khalīfeh Qeshlāq. Trakten runt Khalīfeh Qeshlāq består i huvudsak av gräsmarker.